# Стрельбищенский переулок
Стрельби́щенский переу́лок — улица в центре Москвы на Пресне между Шмитовским проездом и Звенигородским шоссе.

## Происхождение названия
Получил название в 1928 году по находившемуся здесь стрельбищу Охотничьего общества.

## Описание
Стрельбищенский переулок начинается от Шмитовского проезда, проходит на северо-запад, пересекает 3-ю Красногвардейскую улицу, поворачивает на север, пересекает улицу Литвина-Седого, проходит параллельно улице Подвойского и выходит на Звенигородское шоссе.

## Здания и сооружения
По нечётной стороне:
- № 5, корпус 3 — библиотека № 43 им. А. М. Горького;
- № 11А — детский сад № 749;
- № 11Б, строение 1 — детский сад № 1927;
- № 21 — культурно-оздоровительный центр «Красная Горка»;
- Дом 21А — детский сад № 1465;
- № 25 — детская библиотека № 25.

По чётной стороне:
- № 14 — школа № 83 им. А. П. Живова и Ю. Н. Костикова. У здания установлена памятная стела «Ополченцам Краснопресненского района» (1976, архитектор Ю. Н. Воскресенский)[1]
- № 26/9 — Общественный фонд «Правопорядок-Центр»; Спортивная федерация регбола РФ.